# Guarujá Open 1992
Il Guarujá Open 1992 è stato un torneo di tennis giocato sulla terra rossa. È stata l'8ª edizione del torneo che fa parte della categoria ATP World Series nell'ambito dell'ATP Tour 1992. Si è giocato a Guarujá in Brasile su campi in terra rossa dal 26 ottobre al 1º novembre 1992.

## Campioni

### Singolare maschile
Carsten Arriens ha battuto in finale  Àlex Corretja con il punteggio di 7–6(5), 6–3

### Doppio maschile
Christer Allgårdh /  Carl Limberger hanno battuto in finale  Diego Pérez /  Francisco Roig con il punteggio di 6–4, 6–3